# Естонци
Естонци (ест. Eestlased) су балто-фински народ. Укупан број Естонаца је око милион, од чега у Естонији живи 907 хиљада. Религијски су већином без религије, док су у мањој мери протестанти, а има и православаца. Претежно говоре естонским језиком, који припада балто-финској групи угро-финске породице језика.
До 18—19. вијека Естонци су користили назив maarahvas, што буквално значи „народ земље”, тј. народ који се бави пољопривредом. Израз eestlane дошао је из латинског језика (Aesti).